# 全球化與疾病
全球化，即信息、货物、资本和人员跨越政治和地理边界的流动，使传染病在世界范围内迅速传播，同时也使饥饿和贫困等因素得到缓解，这些因素是全球健康的关键决定因素。历史上，疾病在广泛地理范围内的传播有所增加。
在当今全球化时代，世界比以往任何时候都更加相互依存。 高效而廉价的交通使几乎没有地方无法到达，全球农产品贸易的增加使越来越多的人接触到动物疾病，这些疾病随后跨越了物种障碍（见人畜共通傳染病）。

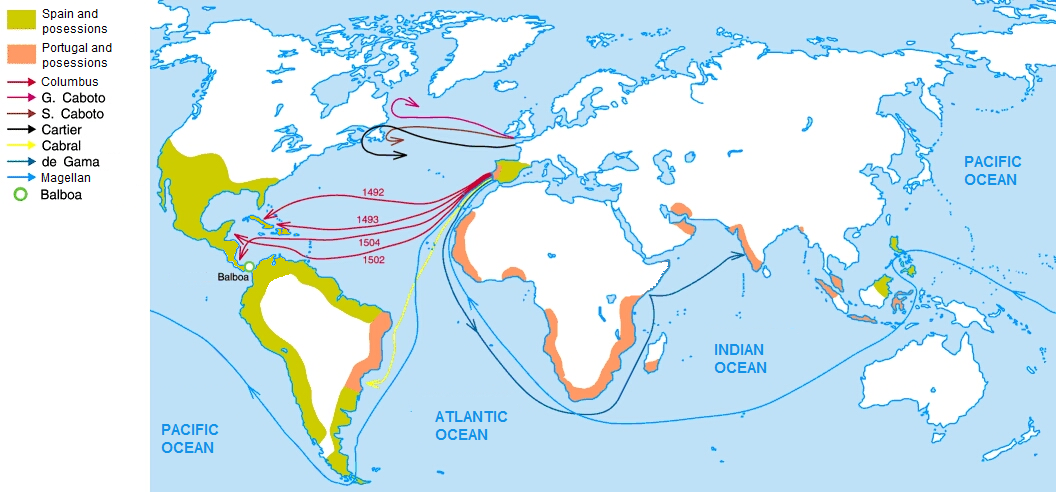
包含大航海时代（始于15世纪）的主要旅行地图。

大航海时代（一般是指15世纪到17世纪这段时期），在这期间，由于造船和航海技术的先进，很多国家更加容易探索国界以外的世界。全除了货物贸易，很多国家开始进行奴隶贸易。奴隶贸易是另外一种把疾病带到新地方和新人群的方式，举例来说，从撒哈拉以南的非洲到加勒比海和美洲。在这段时间内，不同的社会会开始融合，使人类和动物在某些地方更加集中，从而导致新的疾病出现，从动物变异转到人类身上。
在这段时期，男巫师和女巫医对病的治疗聚焦在魔法和宗教上，并且治疗整个身体和灵魂，而不是集中在一些症状上，比如现代医学。早期的用药通常包括药草和静坐。在考古证据的基础上，在欧洲和南美洲史前的医生会用环钻，在头骨伤钻一个洞释放疾病。严重的疾病通常会被认为是超自然或者具有魔性的。欧亚疾病引入美洲的结果是，更多当地人因疾病和殖民者的枪或武器沾染的细菌而死亡。学者估计超过四个世纪，疫情使美国90%的土著居民消失。
在大航海时代的欧洲，疾病如天花、麻疹和肺结核在与亚洲和非洲进行贸易之前就被引入。

## 参阅
- 恰加斯病
- 全球災難危機
- 感染
- 流行病列表
- 瘟疫
- 传播途径